# نارلی‌دره (بتلیس)
نارلی‌دره (به ترکی استانبولی: Narlıdere) یک منطقهٔ مسکونی در ترکیه است که در بیتلیس واقع شده‌است.